# Rameau acétabulaire de l'artère circonflexe fémorale médiale
La rameau acétabulaire de l'artère circonflexe fémorale médiale est une artère du membre inférieur située dans la cuisse.
La rameau acétabulaire de l'artère circonflexe fémorale médiale naît du rameau descendant de l'artère circonflexe fémorale médiale en face de l'incisure de l'acétabulum et pénètre dans l'articulation coxale sous le ligament transverse de l'acétabulum en compagnie d'une branche articulaire de l'artère obturatrice.
Il vascularise la graisse du fond de l'acétabulum et se poursuit le long du ligament de la tête du fémur jusqu'à la tête du fémur.